# Ikigami
Autre
Ikigami, préavis de mort (イキガミ) est un manga écrit et dessiné par Motorō Mase. Il a été prépublié entre 2005 et 2012 dans les magazines Weekly Young Sunday puis Big Comic Spirits de l'éditeur Shōgakukan et a été compilé en un total de dix tomes. La version française est éditée en intégralité par Kazé.
Une adaptation en film live est sorti en 2008 sous le titre Ikigami, préavis de mort.

## Synopsis
Dans un pays asiatique imaginaire et non nommé, mené sous une dictature, chaque enfant reçoit dès son entrée à l'école primaire un vaccin. Parmi ces enfants, un sur mille reçoit un vaccin différent des autres car il contient une micro-capsule indétectable qui est capable de donner la mort à une date et heure précise. Le but de cette action est de donner conscience aux adultes de la valeur de la vie. Entre leurs 18 et 24 ans, ce vaccin se met en route à la date programmée et ils reçoivent de la part d'un fonctionnaire l'ikigami, leur préavis de mort qui les informe qu'il ne leur reste plus que 24 heures avant de mourir pour la nation.
Kengo Fujimoto est le héros de cette histoire. Fonctionnaire travaillant pour la prospérité nationale, son rôle est de distribuer l'ikigami et d'assurer le suivi du dossier. Si chaque chapitre se concentre sur ce que fera l'adulte désigné durant ses dernières 24 heures, une partie se déporte sur les réflexions et les doutes qu'il aura, au risque d'être la cible d'enquêtes internes.

## Règles de l'Ikigami
- La vaccination est obligatoire et se fait à l'entrée à l'école primaire. Un triple système de cloisonnement du service permet de garder secrète l'identité des porteurs des capsules mortelles jusqu'au moment de la délivrance du préavis de mort. Les enfants qui n'ont pas encore été vaccinés n'ont pas le droit de sortir du pays.
- Les capsules mortelles sont introduites dans une personne sur mille.
- Le préavis de décès est délivré en mains propres par un fonctionnaire assermenté. Un système d'avertissement par courriel est par la suite mis en place pour raccourcir les délais de délivrance.
- La capsule est programmée pour détruire le cœur de l'individu tiré au sort entre ses 18 et 24 ans. Pour cette raison, les femmes sont culturellement invitées à ne pas enfanter avant leur 25e anniversaire.
- L'Ikigami est accompagné d'une carte personnelle, offrant à la victime la gratuité des services publics ainsi que des établissements commerciaux partenaires inscrits. Sa falsification est interdite. La carte est délivrée au plus tôt 24 heures avant le décès effectif.
- Le décès donne droit à la famille du défunt à une pension de réconfort.
- En cas d'actes criminels perpétrés par la personne choisie, ce sont les parents de cette dernière qui sont tenus pour responsables judiciairement et financièrement. La pension de réconfort leur est automatiquement supprimée. La coutume les force au déménagement.
- La victime a le droit de recourir à une aide psychologique offerte par l’État.
- La victime peut faire don de ses organes à une personne spécifique qui en aurait besoin, sans passer par les listes d'attente.
- L'expression de l'opposition à la loi de "prospérité nationale" se fait aux risques et périls du citoyen. L'opposition conduit à la prison, la rééducation, la mort selon les cas. Une police politique puissante et discrète veille à identifier les contestataires.

## Analyse
Pour Stéphane Beaujean de dBD, « chapitre après chapitre, les parcours individuels se font jour, reliés par ce petit fonctionnaire allégorique de l'anonymat. Car le facteur dIkigami, comme l'usurier de la série Ushijima, incarne une intrigante forme de héros, à la japonaise. Fascinante, leur fonction est minime : ils révèlent simplement, à travers leurs impardonnables bassesses, les dysfonctionnements de notre société ».

## Manga
La publication de la série a débuté en 2005 dans le magazine Weekly Young Sunday de l'éditeur Shōgakukan. À la suite de la disparition du magazine, elle est transférée en septembre 2008 dans le magazine Big Comic Spirits. En janvier 2012, la série entre dans son arc final et se termine finalement plus tard dans l'année. Un total de dix volumes compilés sont sortis, avec une édition limitée pour le dixième contenant une figurine.
La version française est éditée en intégralité par Kazé. L'édition limitée du dixième volume a également été commercialisée. La série est également éditée en Amérique du Nord par VIZ Media.

### Liste des volumes
| no | Japonais          | Japonais          | Français          | Français          |
| no | Date de sortie    | ISBN              | Date de sortie    | ISBN              |
| --- | ----------------- | ----------------- | ----------------- | ----------------- |
| 1 | 5 août 2005       | 4-09-153281-0     | 29 janvier 2009   | 978-2-84965-537-5 |
| Liste des chapitres : - Épisode 1 : Aux confins de la vengeance - Épisode 2 : La chanson oubliée       |                   |                   |                   |                   |
| 2 | 5 avril 2006      | 4-09-151075-2     | 9 avril 2009      | 978-2-84965-558-0 |
| Liste des chapitres : - Épisode 3 : La drogue d'amour pur - Épisode 4 : Veille de départ pour le front |                   |                   |                   |                   |
| 3 | 28 décembre 2006  | 4-09-151149-X     | 9 juillet 2009    | 978-2-84965-627-3 |
| Liste des chapitres : - Épisode 5 : Chute Libre - Épisode 6 : Le plus pieux des mensonges              |                   |                   |                   |                   |
| 4 | 5 septembre 2007  | 978-4-09-151227-7 | 24 septembre 2009 | 978-2-84965-668-6 |
| Liste des chapitres : - Épisode 7 : Dernière leçon - Épisode 8 : Un endroit tranquille                 |                   |                   |                   |                   |
| 5 | 2 mai 2008        | 978-4-09-151332-8 | 28 janvier 2010   | 978-2-84965-724-9 |
| Liste des chapitres : - Épisode 9 : Sous la peinture une âme - Épisode 10 : L'intégrisme kokuhan       |                   |                   |                   |                   |
| 6 | 28 novembre 2008  | 978-4-09-151405-9 | 29 avril 2010     | 978-2-84965-791-1 |
| Liste des chapitres : - Épisode 11 : Permis de vivre - Épisode 12 : Révélations                        |                   |                   |                   |                   |
| 7 | 30 septembre 2009 | 978-4-09-151473-8 | 1er juillet 2010  | 978-2-84965-860-4 |
| Liste des chapitres : - Épisode 13 : Photo souvenir - Épisode 14 : Un rêve à réaliser                  |                   |                   |                   |                   |
| 8 | 30 juillet 2010   | 978-4-09-151496-7 | 24 mars 2011      | 978-2-82030-061-4 |
| Liste des chapitres : - Épisode 15 : Crime et châtiment - Épisode 16 : Son vrai visage                 |                   |                   |                   |                   |
| 9 | 30 juin 2011      | 978-4-09-151526-1 | 18 janvier 2012   | 978-2-82030-277-9 |
| Liste des chapitres : - Épisode 17 : Vaccination nationale - Épisode 18 : Deux morts à la guerre       |                   |                   |                   |                   |
| 10 | 30 mars 2012      | 978-4-09-151536-0 | 20 juin 2012      | 978-2-82030-450-6 |
| Liste des chapitres : - Épisode 19 : Ces mots qui ont été confiés - Épisode 20 : Le pays mirage        |                   |                   |                   |                   |

## Film
L'adaptation en film live a été annoncée en septembre 2007. Le film est sorti au Japon en septembre 2008 sous le nom Ikigami, préavis de mort. Il se concentre sur trois histoires tirées des tomes 1 et 3, en particulier « La chanson oubliée » qui donne lieu à une chanson originale : Michishirube (« panneau de direction » en japonais), ainsi que « Aux confins de la vengeance », très résumée, mais qui a pour seul but de mettre le spectateur dans l'ambiance du film et du système de la « sauvegarde de la prospérité nationale ».
Dans les pays francophones, il est édité en DVD et Blu-ray par Kazé, et a été diffusé sur la chaine KZTV.

## Distinctions
Le titre a reçu de nombreuses récompenses en France : le prix spécial de la BD au festival International de Science-Fiction de Nantes, le Grand prix de l'Imaginaire 2010, le Prix Polymanga 2010 du meilleur seinen, et  le Japan Expo Awards 2010 du meilleur seinen,,.

### Documentation
- Paul Gravett (dir.), « Les années 2000 : Ikigami, préavis de mort », dans Les 1001 BD qu'il faut avoir lues dans sa vie, Flammarion, 2012 (ISBN 2081277735), p. 825.